# Fermín Ferreira y Artigas

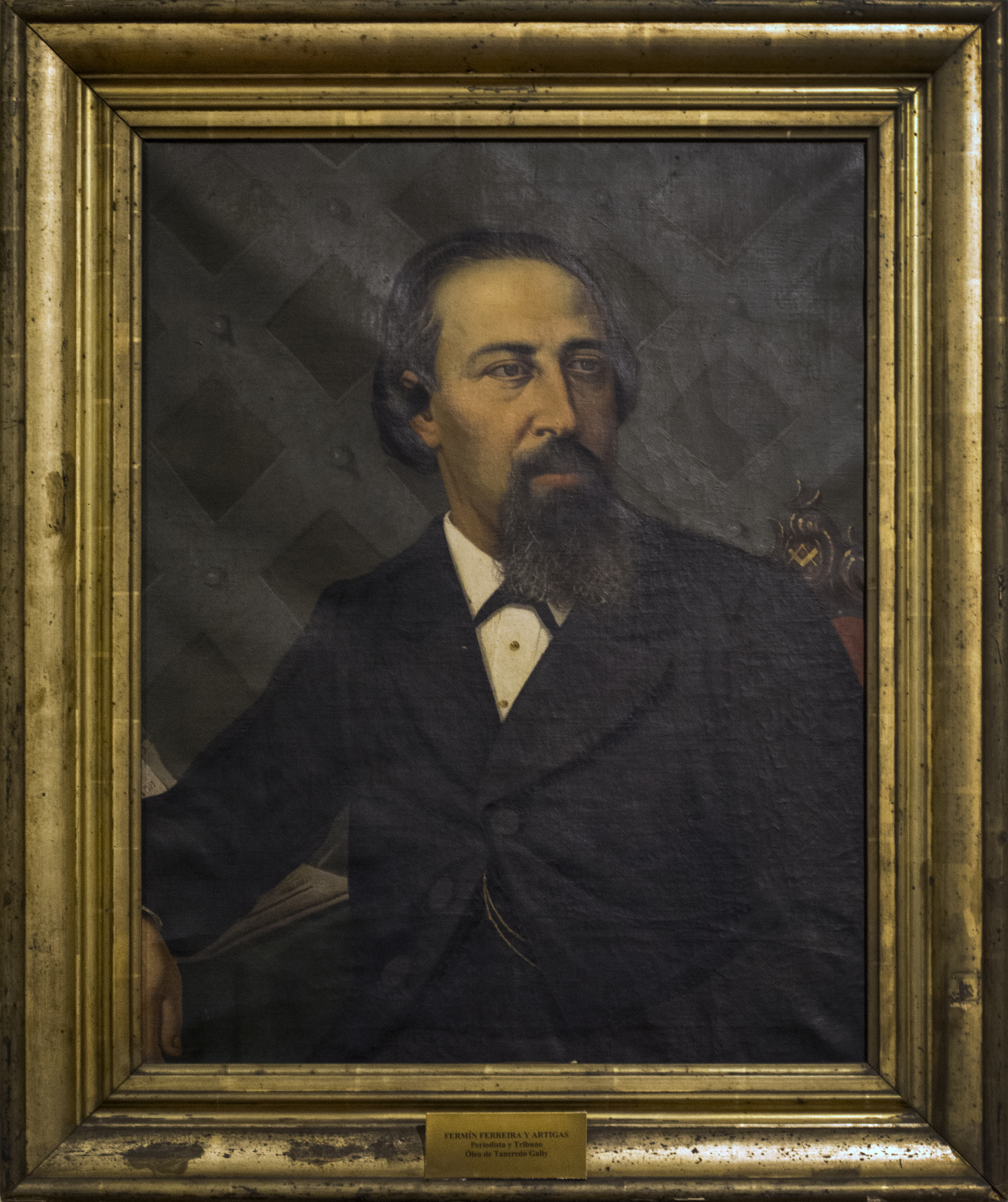
Porträt von Fermín Ferreira y Artigas im Museo Histórico Nacional de Uruguay

Fermín Ferreira y Artigas (* 26. Dezember 1831 in Montevideo; † 10. August 1872 ebenda) war ein uruguayischer Politiker, Journalist und Schriftsteller.
Ferreira y Artigas wurde als Sohn des Dr. Fermín Ferreira und der Rosalía Artigas geboren. Er erhielt eine Schulausbildung an den seinerzeit besten Schulen Montevideos und schloss sein 1849 aufgenommenes Studium an der Universidad de la República im Jahre 1854 erfolgreich ab. Er veröffentlichte zahlreiche lyrische Gedichte. Ferreira y Artigas schrieb unter anderem den Roman „Inés de Lara“. Sein Drama „Donde las da las toman“ wurde erfolgreich am Theater aufgeführt. Er gründete 1851 die Wochenzeitung La Mariposa und leitete 1855 gemeinsam mit Horaclio Fajardo El Eco de la Juventud Oriental. Auch für die Satireschrift El mosquito zeichnete Ferreira y Artigas verantwortlich. Er war zudem 1863 Redakteur der Zeitung El Siglo und 1865 bei La Época. 1868 bei El Orden und 1869 bei La Libertad gehörte er zu den Gründern.
Ferreira y Artigas gehörte laut der offiziellen Internetseite des uruguayischen Parlaments in der 10. Legislaturperiode vom 15. Februar 1868 bis zum 14. Februar 1873 der Cámara de Representantes als Abgeordneter für das Departamento Florida an. Die Dauer seiner Parlamentszugehörigkeit steht dabei im Widerspruch zu dem von anderen Quellen ausgewiesenen Todestag am 10. August 1872.
Der Afro-Uruguayer Ferreira y Artigas war der erste und bis zur Amtszeit Ricardo Zavallas in den späten 1920er Jahren der einzige farbige Abgeordnete Uruguays.